# Tim l'Audace

Tim l'Audace est une série de bande dessinée en petit format parue la première fois en 1947 dans une collection publiée par les éditions Publivog. Les frères Giordan, Bob Leguay et Robert Hugues se sont succédé au dessin.

## Synopsis
À ses débuts, Tim l’Audace est un journaliste qui couvre les essais atomiques de Bikini, une île du Pacifique, avec sa consœur Magda. Ensuite, ils voyageront en Asie avant de se retrouver en Afrique. Tim l’Audace deviendra un aventurier dont les exploits se déroulent en grande partie dans la jungle. Les thèmes sont inhérents au genre : cités perdues, trésors fabuleux, mondes mystérieux, trafiquants, tyrans, tribus hostiles, insectes géants, etc. Tim l’Audace, véritable roi de la jungle, aura à combattre de nombreux fauves.

## Publications

### De 1952 à 1961: deuxième série par Bob Leguay
Cette deuxième série, dessinée par Bob Leguay mis à part le numéro 1, réalisé par les frères Giordan, est parue dans le magazine Ardan des éditions Artima.

### De 1962 à 1965: troisième série par Robert Hugues
Cette troisième série, dessinée par Robert Hugues mis à part le numéro 1 réalisé par Bob Leguay, est parue aux éditions Arédit/Artima. 